# MCA Records
MCA Records est un label discographique appartenant à MCA Inc., actif entre 1934 et 2003. Le label connait le succès dans les années 1970 et 1980, souvent en rachetant d'autres labels, d'ABC à Motown en passant par Geffen. MCA Inc. devient Universal Studios Inc. en 1996, et le label MCA est intégré à Geffen Records d'Universal Music Group en 2003, mais MCA Nashville d'Universal continue d'utiliser le nom.

## Histoire

### Débuts et années 1970

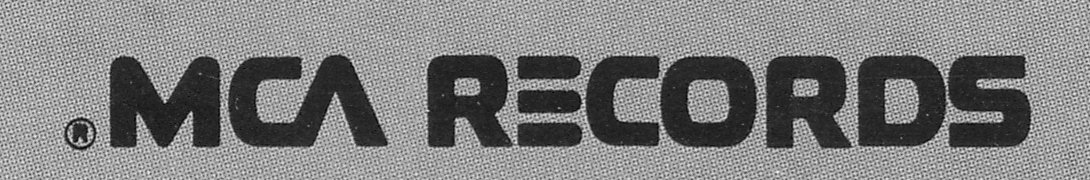
Ancien logo utilisé dans les années 1970.

En 1962, MCA, agence artistique et société de production télévisuelle, se lance dans le secteur de la musique enregistrée en acquérant American Decca, qui devient une filiale à 100 %. American Decca étant propriétaire d'Universal Pictures, MCA est contraint de se retirer de l'activité d'agence d'artistes afin de mener à bien la fusion. MCA devient propriétaire à part entière d'Universal et en fait un studio de cinéma de premier plan, produisant plusieurs succès.
En 1966, MCA fonde Uni Records et en 1967, achète Kapp Records qui est placé sous la direction d'Uni Records.
Brunswick et Coral sont remplacés par le nouveau label MCA, qui est utilisé pour distribuer les morceaux des labels américains Decca et Kapp en dehors de l'Amérique du Nord. L'activité initiale de MCA Records était basée à Londres et MCA Records UK est officiellement lancé le 16 février 1968. Parmi les premiers artistes du label MCA, vers 1971, figuraient les groupes Wishbone Ash, Osibisa, Stackridge et Budgie, ainsi que les artistes solo Tony Christie, Mick Greenwood et Roy Young.
En 1970, MCA réorganise son label canadien Compo Company Ltd. en MCA Records (Canada). En avril 1970, l'ancien président de Warner Records, Mike Maitland, rejoint MCA et occupe d'abord le poste de directeur général de Decca. Maitland échoue dans sa tentative de consolider Warner Records avec Atlantic Records, dont il est copropriétaire, ce qui entraîne son départ de Warner. En avril 1971, Maitland supervise la consolidation des labels Decca et Kapp, basés à New York, et du label Uni, basé en Californie, au sein de MCA Records, basé à Universal City, en Californie, Maitland en étant le président. Les trois labels conservent leur identité pendant une courte période, mais sont retirés en faveur du label MCA en 1973,. Drift Away de Dobie Gray est le dernier titre sorti du label pop Decca aux États-Unis en 1973. À partir de la même année, les catalogues de Decca, Uni et Kapp sont réédités aux États-Unis sur le label MCA sous la supervision du producteur vétéran de Decca, Milt Gabler. 
La première sortie de MCA Records aux États-Unis est le single Crocodile Rock de l'ancien artiste Uni Elton John en 1972, qui apparaît sur une étiquette noire et blanche. Immédiatement après, l'étiquette américaine de MCA utilise un design noir avec un arc-en-ciel incurvé jusqu'à la fin des années 1970. Ce design était directement inspiré du label américain Decca des années 1960.

### Universal Music Group
En 1995, le conglomérat de boissons Seagram Company Ltd. acquiert 80 % de MCA. En novembre de la même année, Teller est licencié et remplacé par l'ancien directeur de Warner Music Group, Doug Morris ; Palmese quitte MCA une semaine plus tard. Le 9 décembre 1996, les nouveaux propriétaires abandonnent le nom de MCA ; la société devient Universal Studios, Inc. et sa division musicale, MCA Music Entertainment Group, est rebaptisée Universal Music Group (UMG), sous la direction de Morris. 

### Disparition
Le 16 janvier 2003, Jay Boberg démissionne de son poste de président de MCA Records, à la suite de l'effondrement des ventes de MCA, qui a vu la part de marché globale du label tomber à seulement 2,61 % en 2002, contre 9 % l'année précédente, et de l'échec commercial relatif de Lucky Day de Shaggy, sorti en octobre 2002, dont MCA espérait qu'il se vendrait suffisamment bien pour inverser la tendance. [Richard Nichols, manager de The Roots, estime que MCA avait tenté de dépenser beaucoup d'argent dans différents projets et que, par conséquent, de nombreux groupes de MCA étaient « sous-financés » par le label, ce qui entraîne de faibles ventes. Rob Hitt de Midtown (qui était signé avec MCA par l'intermédiaire de Drive-Thru Records) déclare que MCA avait perdu beaucoup d'argent cette année-là en investissant dans plusieurs groupes qui n'avaient pas réussi.
La gestion du label est ensuite confiée au label parapluie Interscope Geffen A&M et à Jimmy Iovine, bien que le président d'UMG Doug Morris ait promis que MCA continuerait à fonctionner comme un « label autonome à service complet ». Craig Lambert, auparavant vice-président du label, est nommé à la tête de MCA par intérim, un successeur devant être choisi dans les mois à venir. Après la démission de Boberg, la rumeur a couru que MCA pourrait être fusionné avec Universal Records, ce qui aurait permis au label basé à New York d'être plus présent sur la côte ouest des États-Unis.
Le 20 mai 2003, des sources internes à Universal révèlent à Billboard que le label MCA allait être absorbé par Geffen Records, le label frère d'UMG, d'ici la fin de l'année. La raison invoquée pour justifier l'abandon progressif de la marque MCA était la baisse des ventes, ainsi que le fait que la marque MCA était « ternie » par « une histoire d'acquisitions et de fusions ». Le 9 juin 2003, MCA licencie 75 de ses employés, soit l'équivalent d'un tiers de son personnel, bien qu'aucun employé de Geffen n'ait été licencié. Le président de Geffen, Jordan Schur, est nommé président de la nouvelle entité fusionnée, qui continue à porter la marque Geffen. Dans les mois qui suivent, le nom MCA est entièrement supprimé. Le dernier album à être sorti sous la marque MCA Records est Escape from Cape Coma de Twisted Method, le 15 juillet 2003.